# عضو متميز في المجتمع البشري (لوحة)
عضو متميز في المجتمع البشري (بالإنجليزية: A Distinguished Member of the Humane Society)‏ هي لوحة زيتية بريشة الرسام الإنجليزي السير إدوين هنري لاندسير من عام 1831 تصور كلب من سلالة نيوفاوندلاند. تعرضت اللوحة الأصل للتلف بسبب فيضان أثناء إعارته إلى متحف تيت في عام 1928 ، وعادة إلى العرض العام لأول مرة منذ 50 عامًا بعد ترميمه في عام 2009.

## خلفية
من المفترض أن يكون الكلب الموجود في اللوحة هو «بوب»، وهو كلب تم العثور عليه في حطام سفينة قبالة سواحل إنجلترا. وجد الكلب طريقه إلى الواجهة البحرية في لندن حيث اشتهر بإنقاذ الناس من الغرق، بما مجموعه ثلاث وعشرون مرة على مدار أربعة عشر عامًا. لهذا، أصبح عضوًا متميزًا في الجمعية الملكي، ومنحه وسامًا ملكياً. ترك نيومان سميث اللوحة لمجموعة تيت عام 1887. تعرضت اللوحة للتلف بسبب فيضان في لندن عام 1928 ،  مما تطلب أعمال ترميم واسعة النطاق تم تمويلها من قبل نادي نيوفاوندلاند للكلاب في أمريكا. بعد أعمال الترميم، عُرضت اللوحة في متحف فيلادلفيا للفنون من 2002 إلى 2005. قبل هذا العرض، كانت اللوحة غير مرئية في المملكة المتحدة لأكثر من خمسين عامًا.
تم بيع نسخة من لوحة جورج كول من القرن التاسع عشر بواسطة مزادات بونهامز مقابل 7200 جنيه إسترليني في مارس 2007.

## الوصف
تم رسم الكلب وخلفهه سماء قاتمة ذات طبيعة هادئة، من أجل إبراز الكلب نفسه وأبراز العلامات المظلمة على رأسه. يتكئ الكلب على رصيف الميناء، بينما تضرب أمواج المياه على جانب الرصيف.  ويلقي ظل الكلب على ساقيه. وصفت مجلة الفن لسنة 1831 اللوحة بأنها «واحدة من أفضل اللوحات وأكثرها إثارة للاهتمام في العام»، و «أول جهد كبير للسيد إدوين هنري لاندسير في هذا القسم من الفن».

## الرسام

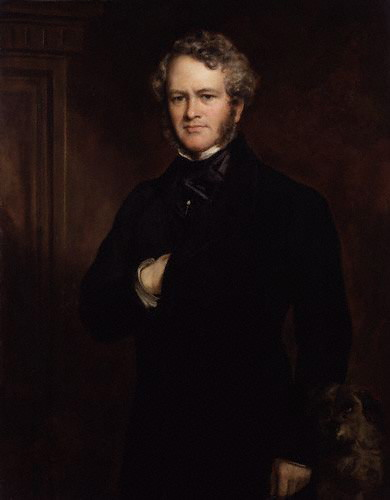
السير إدوين هنري لاندسير

السير إدوين هنري لاندسير (1802-1873) رسامًا ونحاتًا إنجليزيًا،  معروفًا بلوحاته للحيوانات - خاصة الخيول والكلاب والأيول. ومع ذلك، فإن أشهر أعماله هي منحوتات الأسد في قاعدة عمود نيلسون في ميدان ترافالغار. ولد لاندسير في لندن، وهو ابن النحات جون لاندسير  وجين بوتس. لقد كان شيئًا من المعجزة التي تم التعرف على مواهبها الفنية في وقت مبكر. درس على يد العديد من الفنانين، بما في ذلك والده، ورسام التاريخ بنيامين روبرت هايدون، الذي شجع لاندسير الشاب على إجراء التشريح من أجل فهم كامل للعضلات والهيكل العظمي للحيوان. ارتبطت حياة لاندسير بالأكاديمية الملكية. في سن الثالثة عشرة فقط، في عام 1815 ، عرض أعمالًا هناك. انتخب عضوا منتسبا في الرابعة والعشرين من عمره، ثم بعد ذلك بخمس سنوات عام 1831 أصبح أكاديمي. كان لاندسير شخصية بارزة في الفن البريطاني في القرن التاسع عشر، ويمكن العثور على أعماله في متحف تيت بريطانيا ومتحف فيكتوريا ومجموعة والاس في لندن. كما تعاون مع زميله الرسام فريدريك ريتشارد لي. كانت شعبية لاندسير في بريطانيا الفيكتورية كبيرة، وكانت شهرته كرسام للحيوانات منقطعة النظير. نتج الكثير من شهرته - ودخله - من خلال نشر نقوش لأعماله، وكثير منها من قبل شقيقه توماس.